# Meroles suborbitalis
Meroles suborbitalis (плямистий меролес) — вид ящірок родини ящіркових (Lacertidae). Мешкає в Намібії, Ботсвані і ПАР.

## Поширення і екологія
Плямисті меролеси поширені від центральної Намібії і крайнього південного заходу Ботсвани до Танкуа-Кару і південного сходу Великого Кару в ПАР. Вони живуть в пустелях і напівпустелях, на висоті до 1500 м над рівнем моря.